# Eveli Torent
Eveli Torent i Marsans, né à le 5 avril 1876 à Badalone et mort le 4 octobre 1940 à Barcelone, est un artiste peintre et dessinateur espagnol d'origine catalane, proche du courant moderniste et de Picasso.

## Biographie

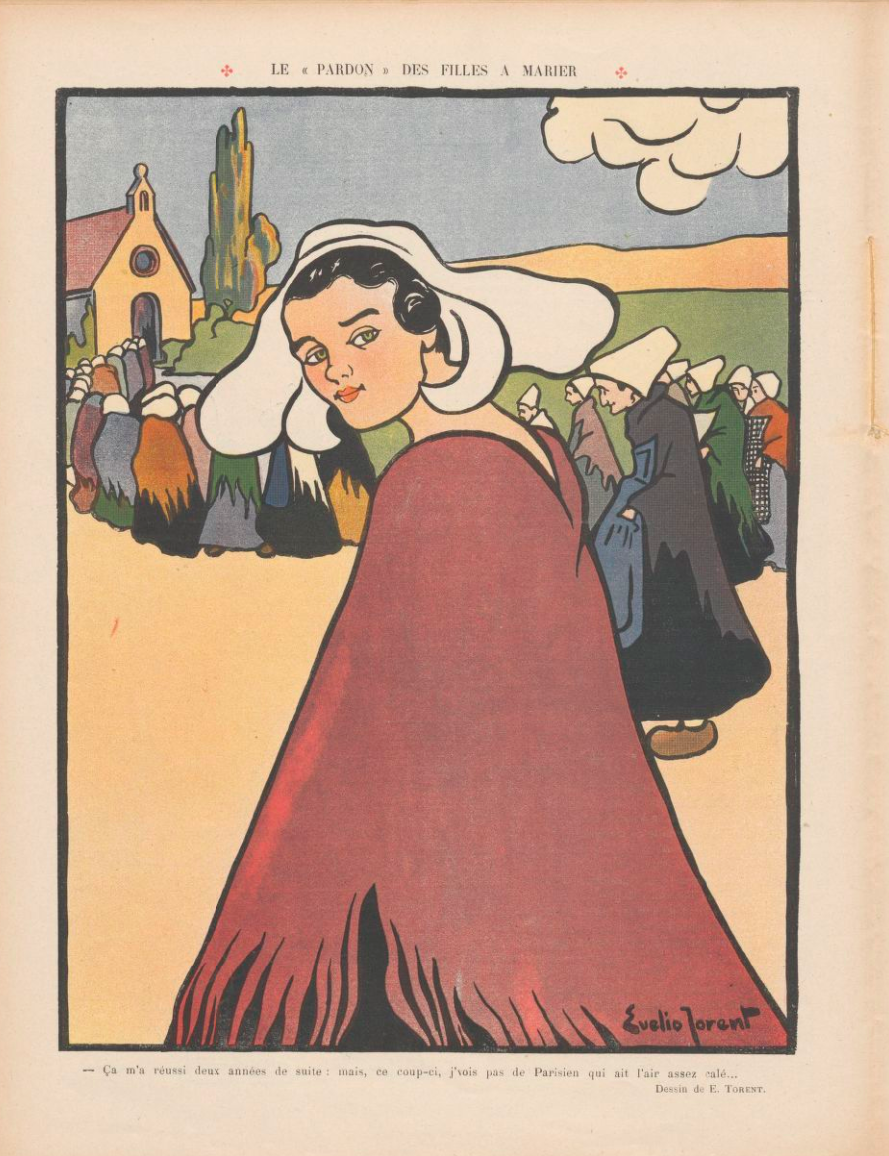
Image humoristique parue dans Le Rire du 1er octobre 1910.

Originaire de Catalogne, d'un père notaire né à Granollers, et d'une mère majorquine, Eveli Torent intègre l'école de la Llotja de Barcelone, où il devient l'élève du peintre réaliste Ramon Marti Alsina. En 1897, il participe à l'exposition inaugurale d'Els Quatre Gats. L'année suivante, il expose à la Sala Parés, puis se rend à Paris, où il expose entre autres à la galerie Berthe Weill de 1903 à 1908, puis en compagnie de Marcel Noblot et Ricardo Florès dans les salons de l'hôtel de ville de Paris en 1906, l'année suivante à la galerie Otto pour une exposition personnelle et en 1912 à la galerie Henri Manuel.
Il participe à plusieurs reprises au Salon des indépendants et au Salon d'automne. Il est très lié à l'écrivain Laurent Tailhade.
En tant que dessinateur de presse, il contribue à des magazines barcelonais comme Luz, El Gato Negro, Quatre Gats, L'Atlàntida, L'Esquella de la Torratxa ou madrilènes comme Arte joven, Blanco y Negro.
En France, il contribue à des périodiques satiriques comme Le Rire, L'Assiette au beurre (dont un numéro sur la Bretagne en 1903), La Raison ou des revues d'art comme Les Tendances nouvelles ; il illustre quelques ouvrages dont Le Diable boiteux d'Alain-René Lesage et Le Châtiment de l'avarice de Paul Scarron édités par Maurice Glomeau en 1913, ainsi que quelques comédies de Plaute préfacées par Tailhade chez Flammarion.
En 1910, il fait un séjour à Buenos Aires, où il expose, puis revient vivre à Paris.
Ami de Pablo Picasso, le peintre fait de lui trois portraits. Il est également proche du peintre Hermenegildo Anglada Camarasa.
Dans les années 1920-1930, Eveli Torent et son épouse passent tous leurs étés à Torre d'en Rovira à Cala Bassa sur l'île d'Ibiza et créent une petite communauté d'artistes, Eveli s'autoproclamant par jeu calife d'Es Pallaret, du nom d'un îlot située non loin du rivage.
Son appartenance à la franc-maçonnerie est sans doute la cause de son arrestation en 1939 par les franquistes ; il est alors enfermé à la prison Model de Barcelone. Son vieil ami le peintre Josep Rocarol (1882-1961) l'y trouva, « tout couvert de gale ». Torrent est libéré de prison, mais décède peu après, le 4 octobre 1940.